# Archidiecezja Castries
Archidiecezja Castries (łac.: Archidioecesis Castriensis, ang.: Archidiocese of Castries) – katolicka archidiecezja karaibska położona w południowej części tego amerykańskiego terytorium. Obejmuje swoim zasięgiem: Saint Lucia. Siedziba arcybiskupa znajduje się w katedrze Niepokalanego Poczęcia w Castries.

## Historia
- 20 lutego 1956: utworzenie diecezji Castries z wydzielenia 10 parafii z archidiecezji Port of Spain.
- 18 listopada 1974: podniesienie diecezji do rangi archidiecezji i metropolii, której jako sufraganię przydzielono biskupstwa: Roseau, Saint George’s na Grenadzie, Saint John’s – Basseterre[1].

## Biskupi
- Biskup diecezjalny: abp Gabriel Malzaire
- Biskup senior: abp Robert Rivas OP

## Główne świątynie
- Katedra Niepokalanego Poczęcia NMP w Castries